# Henry Morse Stephens

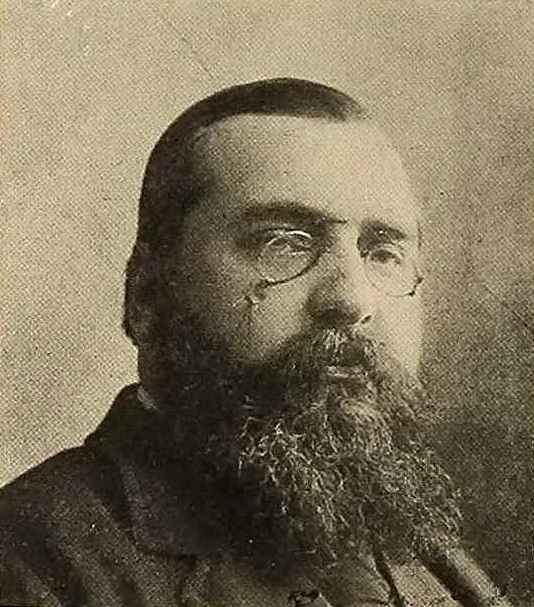
Henry Morse Stephens (1902)

Henry Morse Stephens (* 3. Oktober 1857 in Edinburgh; † 16. April 1919 in San Francisco) war ein britisch-US-amerikanischer Historiker und Hochschullehrer der zwischen 1915 und 1916 Präsident der American Historical Association (AHA) war.

## Leben
Henry Morse Stephens begann nach dem Besuch des Haileybury and Imperial Service College ein grundständiges Studium am Balliol College der University of Oxford, das er 1880 mit einem Bachelor of Arts (B.A.) beendete. Ein postgraduales Studium am Balliol College schloss er 1892 mit einem Master of Arts (M.A.) ab und war im Anschluss zunächst Lecturer an der University of Oxford sowie 1894 kurzzeitig Lecturer an der University of Cambridge. 1894 wanderte er in die USA aus und übernahm eine Professur für Geschichte an der Cornell University, an der er bis 1902 lehrte. Er wurde 1900 Mitglied der American Academy of Arts and Sciences.
1902 übernahm Stephens eine Professur für Geschichte an der University of California, Berkeley und unterrichtete dort bis zu seinem Tode. Er engagierte sich im einflussreichen Ausschuss der Sieben der American Historical Association (AHA) sowie als Mitglied des Ausschusses für Geschichte und Statistik von Erdbeben von Kalifornien, das unter anderem Material über das Erdbeben von San Francisco 1906 zusammentrug. 1915 löste er Andrew C. McLaughlin als Präsident der American Historical Association und bekleidete diesen Posten bis 1916, woraufhin George Lincoln Burr seine Nachfolge antrat.

## Werk
Neben seiner Lehr- und Forschungstätigkeit verfasste Henry Morse Stephens zahlreiche Sachbücher, die sich insbesondere mit der Geschichte Europas, Geschichte Frankreichs sowie insbesondere der Französischen Revolution beschäftigten. Zu seinen Werken gehören:
- A history of the French Revolution, 1886 (Online-Version)
- The principal speeches of the statesmen and orators of the French Revolution, 1789–1795, 1892 (Onlineversion)
- Europe, 1789 to 1815, 1893
- Syllabus of a course of eighteen lectures on the history of the French Revolution from the meeting of the States-General to the declaration of the republic: (1789–92), 1895 (Onlineversion)
- Revolutionary Europe, 1789–1815, 1897 (Onlineversion)
- Syllabus of a course of eighty-seven lectures on modern European history: (1600–1890), 1899 (Onlineversion)
- Syllabus of a Course of Twelve Lectures on the Enlightened Despotism of the Eighteenth Century in Europe, 1905 (Onlineversion)